# Bruno-Gabriel de Boisgelin
Pour les autres membres de la famille, voir Famille de Boisgelin.
Paul-Bruno-Gabriel, marquis de Boisgelin (26 août 1767, Pléhédel - 3 mai 1823, Paris), est un officier de marine et homme politique français.

## Biographie
Fils de Charles Eugène de Boisgelin et de Sainte de Boisgelin, il est le frère d'Alexandre-Joseph de Boisgelin, 
il suit la carrière dans la marine et atteint le grade de capitaine de vaisseau. Il émigre en 1792 et rejoint l'Armée de Condé. En 1795, il participe à l'expédition de Quiberon. 
Rentré en France sous l'Empire, il s'efforce de favoriser le retour des Bourbons avec, notamment, Talleyrand et Aimée de Coigny.
À la première Restauration, en 1814, il est nommé maître de la garde-robe et commissaire extraordinaire dans la 8e division militaire (Toulon). 
Il est aussi fait chevalier de Saint Louis. 
Commandant de cavalerie dans la garde nationale , il refuse de servir durant les Cent-Jours. 
Au retour de Gand, il est nommé à la Chambre des pairs le 17 août 1815. Il vote la mort dans le procès du maréchal Ney. 
Il est nommé chambellan du roi Louis XVIII le 25 novembre 1820.

## Mariage et descendance
Bruno Gabriel de Boisgelin épouse à Paris le 22 avril 1788, Cécile d'Harcourt (1770-1844), fille d'Anne François d'Harcourt, duc de Beuvron, seigneur du Champ de Bataille, et de Catherine Rouillé de Jouy.
Tous deux ont une unique enfant :
Cécile de Boisgelin (1797-1836), mariée deux fois, la première en 1812 avec Raymond Gabriel, comte de Béranger du Gua, tué à la bataille de Dresde en 1813, la seconde à Paris le 5 décembre 1819 avec Louis Joseph Alexis de Noailles.(1783-1835). Dont postérité des deux mariages.

## Sources
- « Boisgelin (Paul-Gabriel-Bruno, marquis de) », dans Adolphe Robert et Gaston Cougny, Dictionnaire des parlementaires français, Edgar Bourloton, 1889-1891 [détail de l’édition]
- Georges Martin, Histoire et généalogie de la maison d'Harcourt, Lyon, G. Martin, 2013, 3e éd. (1re éd. 1974), 294 p., 2 vol. (252, 294 p.) (ISBN 978-2-901990-11-6), tome 2, p. 98.